# Janne Gustafsson
Johan August „Janne” Gustafsson (ur. 2 maja 1883 w Stora Skedvi, zm. 24 września 1942 tamże) – szwedzki strzelec, medalista olimpijski.
Olimpijczyk z Londynu (1908), gdzie wystąpił w trzech konkurencjach. Zdobył srebrny medal w drużynowym strzelaniu z karabinu dowolnego w trzech pozycjach z 300 metrów, choć jego rezultat był najsłabszym w szwedzkiej ekipie (w zawodach indywidualnych był piąty). Uplasował się na piątym miejscu w karabinie wojskowym drużynowo.
Nigdy nie stanął na podium mistrzostw świata.

## Wyniki olimpijskie
| Igrzyska | Konkurencja                                     | Wynik                             | Miejsce | Źródło |
| -------- | ----------------------------------------------- | --------------------------------- | ------- | ------ |
| IO 1908  | Karabin dowolny, trzy postawy, 300 m            | 872 pkt. (324-283-265)            | 5       | [ 2 ]  |
| IO 1908  | Karabin dowolny, trzy postawy, 300 m, drużynowo | 739 pkt. (ind.) 4711 pkt. (druż.) |         | [ 3 ]  |
| IO 1908  | Karabin wojskowy, drużynowo                     | 376 pkt. (ind.) 2213 pkt. (druż.) | 5       | [ 4 ]  |